# Список военно-морских флагов Российской Федерации
На этой странице представлен список военно-морских флагов Российской Федерации.
В графе «Год» приведены даты утверждения/упразднения флагов.
Федеральным законом от 29 декабря 2000 года № 162-ФЗ «О знамени Вооружённых Сил Российской Федерации, знамени Военно-Морского Флота, знамёнах иных видов Вооружённых Сил Российской Федерации и знамёнах других войск» Военно-морскому флагу Российской Федерации был возвращён исторический синий цвет диагонального креста, что послужило к автоматической замене всех флагов с изображением Военно-морского флага Российской Федерации. Данный закон вступил в силу 1 января 2001 года.

## Гюйс
| Флаг | Год                     | Наименование                                                      | Описание |
| ---- | ----------------------- | ----------------------------------------------------------------- | --- |
|      | 21.07.1992 — 29.12.2000 | Гюйс и крепостной флаг                                            | Красное полотнище с белым вертикальным крестом, на который наложен голубой диагональный крест, окантованный белой полосой.       |
|      | 29.12.2000              | Гюйс и крепостной флаг                                            | Красное полотнище с белым вертикальным крестом, на который наложен синий диагональный крест, окантованный белой полосой.         |
|      | 21.05.1993 — 01.09.2008 | Гюйс кораблей 1 и 2 рангов Пограничных войск Российской Федерации | Красное полотнище с белым вертикальным крестом, на которое наложен тёмно-голубой диагональный крест, окантованный белой полосой. |
|      | 01.09.2008              | Гюйс кораблей 1 и 2 ранга пограничных органов                     | |

## Кормовые флаги

### Военно-морской флаг
| Флаг | Год                     | Наименование                                           | Описание |
| ---- | ----------------------- | ------------------------------------------------------ | --- |
|      | 21.07.1992 — 29.12.2000 | Военно-морской флаг                                    | Андреевский крест голубого цвета на белом фоне. |
|      | 29.12.2000              | Военно-морской флаг                                    | Андреевский крест синего цвета на белом фоне. |
|      | 21.07.1992 — 29.12.2000 | Гвардейский военно-морской флаг                        | Военно-морской флаг с расположенной на нём гвардейской лентой. |
|      | 29.12.2000              | Гвардейский военно-морской флаг                        | Военно-морской флаг с расположенной на нём гвардейской лентой. |
|      | 2021                    | Гвардейский военно-морской флаг                        | Военно-морской флаг, в нижней центральной части которого наносится изображение гвардейской ленты.                                                                                |
|      | 21.07.1992 — 29.12.2000 | Орденский военно-морской флаг                          | Военно-морской флаг, на котором в крыже помещается изображение ордена. |
|      | 29.12.2000              | Орденский военно-морской флаг                          | Военно-морской флаг, на котором в крыже помещается изображение ордена. |
|      | 2021                    | Орденский военно-морской флаг                          | Военно-морской флаг, в центре креста которого наносится изображение знака ордена (или знаков нескольких орденов). Отношение высоты знака ордена к ширине флага один к трём.      |
|      | 21.07.1992 — 29.12.2000 | Гвардейский орденский военно-морской флаг              | Гвардейский военно-морской флаг, на котором в крыже помещается изображение ордена.                                                                                               |
|      | 29.12.2000              | Гвардейский орденский военно-морской флаг              | Гвардейский военно-морской флаг, на котором в крыже помещается изображение ордена.                                                                                               |
|      | 2021                    | Гвардейский орденский военно-морской флаг              | Гвардейский Военно-морской флаг, в центре креста которого наносится изображение знака ордена (или знаков нескольких орденов).                                                    |
|      | 2021                    | Георгиевский Военно-морской флаг                       | Военно-морской флаг, в центре креста которого наносится изображение шестиугольника с золотистой каймой. В красном поле шестиугольника — всадник, поражающий копьём дракона.      |
|      | 2021                    | Георгиевский гвардейский Военно-морской флаг           | Георгиевский Военно-морской флаг, в центральной нижней части которого наносится изображение гвардейской ленты.                                                                   |
|      | 2021                    | Георгиевский орденский Военно-морской флаг             | Георгиевский Военно-морской флаг, между левыми концами креста которого наносится изображение знака ордена".                                                                      |
|      | 2021                    | Георгиевский гвардейский орденский Военно-морской флаг | Георгиевский гвардейский Военно-морской флаг, между левыми концами креста которого наносится изображение знака ордена. Отношение высоты знака ордена к ширине флага один к трём. |

### Флаги вспомогательных судов ВМФ
| Флаг | Год                     | Наименование                                                       | Описание                                                      |
| ---- | ----------------------- | ------------------------------------------------------------------ | ------------------------------------------------------------- |
|      | 21.07.1992 — 29.12.2000 | Флаг судов (катеров) Вспомогательного флота Военно-Морского Флота. | Синее полотнище, в крыже изображение военно-морского флага.   |
|      | 29.12.2000              | Флаг судов (катеров) Вспомогательного флота Военно-Морского Флота. | Синее полотнище, в крыже изображение военно-морского флага.   |
|      | 21.07.1992 — 29.12.2000 | Флаг гидрографических судов (катеров) Военно-Морского Флота.       | Флаг Вспомогательного флота с изображением маячного знака.    |
|      | 29.12.2000              | Флаг гидрографических судов (катеров) Военно-Морского Флота.       | Флаг Вспомогательного флота с изображением маячного знака.    |
|      | 21.07.1992 — 29.12.2000 | Флаг поисково-спасательных судов (катеров) Военно-Морского Флота.  | Флаг Вспомогательного флота с изображением водолазного шлема. |
|      | 29.12.2000              | Флаг поисково-спасательных судов (катеров) Военно-Морского Флота.  | Флаг Вспомогательного флота с изображением водолазного шлема. |

### Флаги судов внутренних войск и Росгвардии
| Флаг | Год                     | Наименование                                                                   | Описание                                                              |
| ---- | ----------------------- | ------------------------------------------------------------------------------ | --------------------------------------------------------------------- |
|      | 21.07.1992 — 29.12.2000 | Военно-морской флаг кораблей (катеров) и судов внутренних войск.               | Полотнище крапового цвета, в крыже Военно-морской флаг                |
|      | 29.12.2000 — 30.12.2019 | Военно-морской флаг кораблей (катеров) и судов внутренних войск.               | Полотнище крапового цвета, в крыже Военно-морской флаг                |
|      | 30.12.2019              | Флаг кораблей, катеров и судов войск национальной гвардии Российской Федерации | Полотнище крапового цвета с синим диагональным крестом с белой каймой |

### Флаги судов пограничных войск
| Флаг | Год                     | Наименование                                                                    | Описание                                                                                                   |
| ---- | ----------------------- | ------------------------------------------------------------------------------- | --- |
|      | 21.05.1993 — 01.09.2008 | Флаг кораблей, катеров и судов Пограничных войск Российской Федерации           | Полотнище светло-зелёного цвета с тёмно-голубым диагональным крестом, окантованным белой полосой.          |
|      | 01.09.2008              | Флаг кораблей, катеров и судов пограничных органов                              | Полотнище светло-зелёного цвета с синим диагональным крестом, окантованным белой полосой.                  |
|      | 21.05.1993 — 01.09.2008 | Орденский флаг кораблей, катеров и судов Пограничных войск Российской Федерации | Флаг кораблей, катеров и судов Пограничных войск Российской Федерации, имеющий в крыже изображение ордена. |

## Флаги должностных лиц

### Флаги высшего военного руководства
| Флаг | Год               | Наименование                                                                | Описание |
| ---- | ----------------- | --------------------------------------------------------------------------- | --- |
|      | 14.09.1995        | Флаг Верховного Главнокомандующего Вооружёнными Силами Российской Федерации | Государственный флаг России, с гербом России (без гербового щита) в центре. Высота герба — 1/2 ширины полотнища. |
|      | 1992 — 29.12.2000 | Флаг министра обороны Российской Федерации                                  | Гюйс ВМФ, с изображением герба России, обрамлённый лавровым венком и лентой под ним.                             |
|      | 29.12.2000        | Флаг министра обороны Российской Федерации                                  | Гюйс ВМФ, с изображением герба России, обрамлённый лавровым венком и лентой под ним.                             |
|      | 1992 — 29.12.2000 | Флаг начальника Генерального штаба Вооружённых сил Российской Федерации     | Гюйс ВМФ, с изображением перекрещивающихся якорей, обрамлённых лавровым венком и лентой под ними.                |
|      | 29.12.2000        | Флаг начальника Генерального штаба Вооружённых сил Российской Федерации     | Гюйс ВМФ, с изображением перекрещивающихся якорей, обрамлённых лавровым венком и лентой под ними.                |

### Флаги должностных лиц ВМФ
| Флаг | Год                     | Наименование                                         | Описание |
| ---- | ----------------------- | ---------------------------------------------------- | --- |
|      | 21.07.1992 — 29.12.2000 | Флаг Командующего Военно-Морским Флотом              | Военно-морской флаг, с изображением герба России, обрамлённый лавровым венком и лентой под ним.             |
|      | 29.12.2000              | Флаг Командующего Военно-Морским Флотом              | Военно-морской флаг, с изображением герба России, обрамлённый лавровым венком и лентой под ним.             |
|      | 21.07.1992 — 29.12.2000 | Флаг начальника Главного штаба Военно-Морского Флота | Военно-морской флаг, с изображением перекрещивающихся якорей, обрамлённых лавровым венком и лентой под ним. |
|      | 29.12.2000              | Флаг начальника Главного штаба Военно-Морского Флота | Военно-морской флаг, с изображением перекрещивающихся якорей, обрамлённых лавровым венком и лентой под ним. |
|      | 21.07.1992 — 29.12.2000 | Флаг командующего флотом                             | Красное полотнище с Военно-морским флагом в крыже и трёх пятиконечных звёзд.                                |
|      | 29.12.2000              | Флаг командующего флотом                             | Красное полотнище с Военно-морским флагом в крыже и трёх пятиконечных звёзд.                                |
|      | 21.07.1992 — 29.12.2000 | Флаг командующего флотилией, эскадрой                | Красное полотнище с Военно-морским флагом в крыже и двух пятиконечных звёзд.                                |
|      | 29.12.2000              | Флаг командующего флотилией, эскадрой                | Красное полотнище с Военно-морским флагом в крыже и двух пятиконечных звёзд.                                |
|      | 21.07.1992 — 29.12.2000 | Флаг командира соединения кораблей                   | Красное полотнище с Военно-морским флагом в крыже и одной пятиконечной звездой.                             |
|      | 29.12.2000              | Флаг командира соединения кораблей                   | Красное полотнище с Военно-морским флагом в крыже и одной пятиконечной звездой.                             |

### Флаги должностных лиц Росгвардии
| Флаг | Год        | Наименование | Описание |
| ---- | ---------- | --- | --- |
|      | 30.12.2019 | Флаг директора Федеральной службы войск национальной гвардии Российской Федерации — главнокомандующего войсками национальной гвардии Российской Федерации                                                                  | Полотнище крапового цвета. В крыже — гюйс. В центре правой половины флага двуглавый орёл из государственного герба Российской Федерации. |
|      | 18.11.2020 | Флаг первого заместителя (статс-секретаря — заместителя, заместителя) директора Федеральной службы войск национальной гвардии Российской Федерации — главнокомандующего войсками национальной гвардии Российской Федерации | Полотнище крапового цвета. В крыже — гюйс. В центре правой половины флага эмблема войск национальной гвардии.                            |
|      | 18.11.2020 | Флаг командующего округом войск национальной гвардии Российской Федерации | Краповое полотнище с гюйсом в крыже и трёх пятиконечных звёзд.                                                                           |
|      | 18.11.2020 | Флаг командира соединения войск национальной гвардии Российской Федерации | Краповое полотнище с гюйсом в крыже и двух пятиконечных звёзд.                                                                           |
|      | 18.11.2020 | Флаг командира морской воинской части войск национальной гвардии Российской Федерации | Краповое полотнище с гюйсом в крыже и одной пятиконечной звездой.                                                                        |

### Флаги должностных лиц пограничных войск
| Флаг                    | Год                                                                      | Наименование                                                                              | Описание                 |
| ----------------------- | ------------------------------------------------------------------------ | ----------------------------------------------------------------------------------------- | ------------------------ |
|                         | 21.05.1993 — 15.08.1994                                                  | Флаг командующего Пограничными войсками Российской Федерации                              | Переименована должность. |
| 15.08.1994 — 01.09.2008 | Флаг Главнокомандующего Пограничными войсками Российской Федерации       | Отменён.                                                                                  |                          |
|                         | 21.05.1993 — 15.08.1994                                                  | Флаг заместителя командующего Пограничными войсками Российской Федерации по морской части | Переименована должность. |
| 15.08.1994 — 01.09.2008 | Флаг командующего морскими силами Пограничных войск Российской Федерации | Отменён.                                                                                  |                          |
|                         | 21.05.1993 — 01.09.2008                                                  | Флаг командующего войсками пограничного округа                                            | Отменён.                 |
|                         | 21.05.1993 — 01.09.2008                                                  | Флаг заместителя командующего войсками пограничного округа по морской части               | Отменён.                 |
|                         | 21.05.1993 — 01.09.2008                                                  | Флаг командира соединения пограничных сторожевых кораблей                                 | Отменён.                 |

### Флаги должностных лиц Федеральной службы безопасности
| Флаг | Год        | Наименование | Описание |
| ---- | ---------- | --- | --- |
|      | 01.09.2008 | Флаг директора Федеральной службы безопасности Российской Федерации (ФСБ России) | Полотнище светло-зелёного цвета. В крыже — гюйс. В нижней части правой половины флага — многоцветное изображение государственного герба Российской Федерации.                  |
|      | 02.02.2009 | Флаг Первого заместителя директора — руководителя Пограничной службы ФСБ РФ | Полотнище светло-зелёного цвета. В крыже — гюйс. В нижней части правой половины флага — многоцветное изображение эмблемы Федеральной службы безопасности Российской Федерации. |
|      | 02.02.2009 | Флаг заместителя руководителя службы — руководителя департамента Береговой охраны Пограничной службы ФСБ РФ | |
|      | 02.02.2009 | Флаг начальника пограничного управления ФСБ РФ по субъекту РФ, имеющего в своём составе корабли, катера и суда | |
|      | 02.02.2009 | Флаг начальника службы пограничного управления ФСБ РФ по субъекту РФ, имеющего в своём составе корабли, катера и суда, начальника отряда пограничных сторожевых кораблей пограничного управления ФСБ РФ по субъекту РФ | |

## Брейд-вымпелы
Отношение ширины к длине 1:5.
| Брейд-вымпел | Год                     | Наименование |
| ------------ | ----------------------- | --- |
|              | 21.07.1992 — 29.12.2000 | Брейд-вымпел командира соединения кораблей (судов) |
|              | 29.12.2000              | Брейд-вымпел командира соединения кораблей (судов) |
|              | 21.07.1992 — 29.12.2000 | Брейд-вымпел командира дивизиона кораблей (судов) |
|              | 29.12.2000              | Брейд-вымпел командира дивизиона кораблей (судов) |
|              | 21.07.1992 — 29.12.2000 | Брейд-вымпел старшего на рейде |
|              | 29.12.2000              | Брейд-вымпел старшего на рейде |
|              | 21.05.1993 — 01.09.2008 | Брейд-вымпел командира соединения пограничных сторожевых кораблей (старшего на рейде) |
|              | 02.02.2009              | Брейд-вымпел командира дивизиона пограничных сторожевых кораблей пограничного управления ФСБ РФ по субъекту РФ, начальника отряда (командира дивизиона, группы) пограничных сторожевых кораблей пограничного управления ФСБ РФ по субъекту РФ, старшего на рейде |

## Вымпелы
| Год                     | Наименование                                                            | Примечание                    |
| ----------------------- | ----------------------------------------------------------------------- | ----------------------------- |
|                         |                                                                         |                               |
| 21.07.1992 — 29.12.2000 | Вымпел военных кораблей                                                 | Пропорция 1:30 (для кораблей) |
|                         |                                                                         |                               |
|                         |                                                                         |                               |
| 21.07.1992 — 29.12.2000 | Вымпел военных кораблей                                                 | Пропорция 1:12 (для катеров)  |
|                         |                                                                         |                               |
|                         |                                                                         |                               |
| 29.12.2000              | Вымпел военных кораблей                                                 | Пропорция 1:30 (для кораблей) |
|                         |                                                                         |                               |
|                         |                                                                         |                               |
| 29.12.2000              | Вымпел военных кораблей                                                 | Пропорция 1:12 (для катеров)  |
|                         |                                                                         |                               |
|                         |                                                                         |                               |
| 21.07.1992 — 29.12.2000 | Вымпел кораблей (катеров) внутренних войск                              | Пропорция 1:12                |
|                         |                                                                         |                               |
|                         |                                                                         |                               |
| 29.12.2000 — 30.12.2019 | Вымпел кораблей (катеров) внутренних войск                              | Пропорция 1:12                |
|                         |                                                                         |                               |
|                         |                                                                         |                               |
| 30.12.2019              | Вымпел кораблей войск национальной гвардии Российской Федерации         | Пропорция 1:20                |
|                         |                                                                         |                               |
|                         |                                                                         |                               |
| 30.12.2019              | Вымпел катеров войск национальной гвардии Российской Федерации          | Пропорция 1:12                |
|                         |                                                                         |                               |
|                         |                                                                         |                               |
| 21.05.1993 — 01.09.2008 | Вымпел кораблей, катеров и судов Пограничных войск Российской Федерации | Пропорция 1:30 (для кораблей) |
|                         |                                                                         |                               |
|                         |                                                                         |                               |
| 21.05.1993 — 01.09.2008 | Вымпел кораблей, катеров и судов Пограничных войск Российской Федерации | Пропорция 1:12 (для катеров)  |
|                         |                                                                         |                               |
|                         |                                                                         |                               |
| 01.09.2008              | Вымпел кораблей, катеров и судов пограничных органов                    | Пропорция 1:20 (для кораблей) |
|                         |                                                                         |                               |
|                         |                                                                         |                               |
| 01.09.2008              | Вымпел кораблей, катеров и судов пограничных органов                    | Пропорция 1:12 (для катеров)  |